# Xindang
Xindang of Nieuwe Partij een conservatieve centrumrechtse politieke partij in Republiek China (Taiwan). Het maakt deel uit van de panblauwe coalitie, een coalitie die voorstander is van Republiek China en tegen de onafhankelijkheid van Taiwan (pangroene coalitie) is. De partij ontstond in 1993 als een afsplitsing van de Guomindang. Een aantal leden beschuldigden de Guomindangvoorzitter Lee Teng-hui van autoritair leiderschap en vertrokken uit de partij. Ook vonden ze dat de Guomindang zich te weinig bezighield met de Chinese eenwording.
Midden jaren negentig van de twintigste eeuw kreeg de partij veel bijstand van oudere Guomindangbestuursleden en yuppen. In 2001 won de partij één zetel in Jinmen voor de verkiezing van de uitvoerende yuan. Vijf jaar later groeie de partij met meer dan een dozijn aan vertegenwoordigers. Bij de verkiezingen van de uitvoerende yuan in 2008 en 2012 won de partij geen één zetel.